# Sarmatism

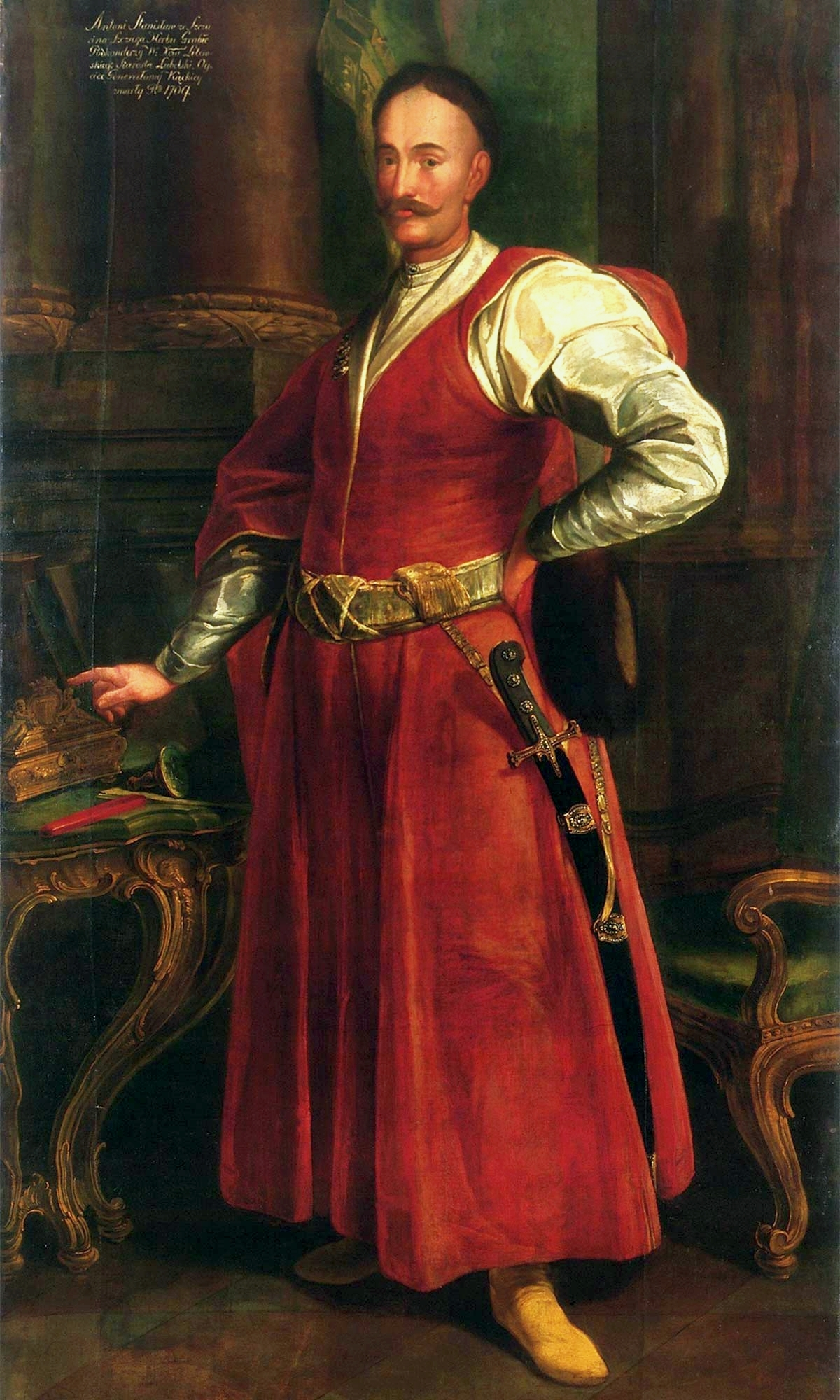
Stanisław Antoni Szczuka i kontusz-kaftan, en representativ polsk-sarmatisk dräkt.

Sarmatismen var en ideologi om att den polska adeln stammade från sarmaterna och hade en legitimerande funktion.

## Europeiskt mode
På 1500-talet började polska författare hävda att polackerna var sarmaternas ättlingar. Det var ett påstående som till en början inte verkade orimligt. Det var bara den polska reaktionen på ett europeiskt mode. Under renässansen hade det blivit en litterär konvention att smickra dynastier med hjälp av genealogier som grävades fram ur klassisk lärdom. Den hade rent av drivits fram genom den tryckerirevolution som gjorde grekisk och romersk historia tillgänglig för hovfolket. 
Under de närmaste hundra åren antog den sarmatiska myten en egenartad och förvriden form på egen hand. Från att ha varit ett hovs officiella myt blev "sarmatismen" massreligion för en hel samhällsklass. På 1500- och 1600-talen började den polska adeln tro att det var de - inte Polens befolkning i allmänhet - som var sarmaternas enda ättlingar. De var inte bara en överlägsen kast inom det polska samhället, de var av en annan ras. Andra klasser, såsom borgare och bönder, måste således härstamma från andra, lägre raser. Med hjälp av fler pseudoklassiska lån kunde forskarna snart beteckna de lägre stånden som "geter" eller "gepider" - småstammar av trakiskt eller germanskt ursprung vilka antogs ha förts till östra och centrala Europa som slavar av de ädla sarmaterna. Den polske författaren och historikern Richard Brzezinski skriver i sin bok "The Sarmatians 600 BC-AD 450" att sarmaterna som senare i historien var kända som alaner levde i Polen och att man där smälte ihop med slaverna.

## Politisk idé
Ideologin hade en tydligt legitimerande funktion. I Polen hade adeln, cirka 10 procent av befolkningen, lyckats bli nästan helt höjd över staten. De valde kungen. De utgjorde sejmen (parlamentet) och införde enhällighetsregeln: liberum veto, en fri vetorätt som gjorde att en enda avvikande åsikt kunde hejda alla överläggningar. Steg för steg införde de immunitet mot alla centrala ingripanden i sina egna gränslösa privilegier. Adeln styrde inte, den förhindrade att någon över huvud taget kunde styra. Det var bara adeln som utgjorde det sanna folket, och som sarmater hade dess medlemmar rätt att göra som de ville. Detta var den s.k. gyllene friheten för vilken adeln gång på gång tog till vapen. 

## Xenofobi och katolicism
Under 1600-talet införlivades andra element med denna ideologi. Ett av dem var xenofobi. Sarmatismen var hängivet konservativ. I sarmatiska ögon var Polen prefekt: Polen var en ädlings paradis, jordens modigaste, klokaste och lyckligaste land. Det verkade därför logiskt att varje förslag om förändring innebar ett hot om att smittas av utländskt inflytande. Kungliga förslag om att höja skatterna eller reformera förvaltningen angreps för att vara verk av tyska eller franska rådgivare, vilka förgiftat kungens tankar för att kunna inför absolutism och underminera den polska självständigheten. Särskilt för adelns mellersta och lägre skikt uppfattades reformationen som ytterligare en upplösande importvara från Böhmen och Tyskland, vilken tilltalade sådana vulgära icke-sarmater som städernas köpmän. En fanatisk motreformatorisk katolicism blev ett inslag i den sarmatiska patriotismen.

## Utrikespolitisk syn
Sarmatismen förändrade också Polens syn på geografin. Trots sin glödande katolicism vände sarmaterna hellre blickarna österut än västerut, mot deras förfäders hemort - och arvegods. Sarmatismen användes för att rättfärdiga en aggressiv utrikespolitik mot öster. Ordet Sarmatien infördes som beskrivning av alla slaviska befolkningar och deras territorier. För den polska adeln, som var övertygad om att utgöra det utvalda folket, innebar detta inte blott att den var alla slavers aristokrati, utan också att Polen - under en period av nästan oavbrutna krig mot ryssar, tatarer och turkar - hade historiska krav på gamla sarmatiska riken i själva Ryssland, i Ukrainas kosackländer, i Moldavien och Bessarabien.

## Stil
Sarmatismen var också en stil. Den var en livsföring: extravagant och prålig, stundom våldsamt generös och stundom groteskt grym och hämndgirig, baserad på en lantlig tillvaro i herrgårdar av trä och på dyrkan av landsbygdens sunda och fromma miljö. Gästfrihet, vilket i allmänhet innebar dryckeslag och jakt, var något sarmaterna var särskilt stolta över. Sarmatismen var också känd för sin klädsel och utsmyckning. Här samlades alla sarmatismens ironier. I början av 1700-talet var en polsk-sarmatisk adelsman en uppseendeväckande gestalt som man inte kunde ta miste på. Han rakade huvudet, bar långa hängande mustascher (Lech Wałęsas sarmatiska hängmustasch gjordee mycket för Solidaritet 1980), och bar en lång kontusz-kaftan som hölls ihop över magen av en gördel. Hans svärd utgjordes av en kroksabel vars hjalt sannolikt var beklädd med guld och juveler. Han såg kort sagt ut som en turk - eller möjligen en turkifierad tatar. 
Mot slutet av 1700-talet föll sarmatismen ihop. Men i sitt fall krossade den också Polen och den självständighet som adeln kämpat så våldsamt för i så många århundraden.